# Franco Frías
Franco Ezequiel Frías (Granadero Baigorria, 17 marzo 2002) è un calciatore argentino, attaccante del Sarmiento (J) in prestito dal Rosario Central.

## Caratteristiche tecniche
È un centravanti.

## Carriera

### Club
Frías è cresciuto nel settore giovanile dell'Huracán, con cui ha firmato il primo contratto professionistico nell'ottobre del 2021. Ha esordito in prima squadra il 16 aprile 2022 nell'incontro di Copa de la Liga Profesional perso 1-0 contro l'Aldosivi ed il 13 agosto ha segnato il suo primo gol, in Primera División contro il Barracas Central.
Il 12 febbraio 2023 è passato in prestito fino a dicembre proprio al Barracas Central. Il 29 gennaio 2024 è stato ceduto nuovamente in prestito, questa volta in Cile all'Unión Española.

### Nazionale
Nel 2018 è stato convocato dall'Argentina Under-17.

## Statistiche

### Presenze e reti nei club
Statistiche aggiornate al 4 aprile 2024.
| Stagione        | Squadra          | Campionato      | Campionato | Campionato | Coppe nazionali | Coppe nazionali | Coppe nazionali | Coppe continentali | Coppe continentali | Coppe continentali | Altre coppe | Altre coppe | Altre coppe | Totale | Totale | Totale |
| Stagione        | Squadra          | Comp            | Pres       | Reti       | Comp            | Pres            | Reti            | Comp               | Pres               | Reti               | Comp        | Pres        | Reti        | Pres   | Reti   |        |
| --------------- | ---------------- | --------------- | ---------- | ---------- | --------------- | --------------- | --------------- | ------------------ | ------------------ | ------------------ | ----------- | ----------- | ----------- | ------ | ------ | ------ |
| 2022            | Rosario Central  | PD              | 20         | 2          | CA+CdL          | 0+2             | 0               |                    | -                  | -                  |             | -           | -           | 22     | 2      |        |
| 2023            | Barracas Central | PD              | 5          | 1          | CA+CdL          | 0+3             | 0               |                    | -                  | -                  |             | -           | -           | 8      | 1      |        |
| 2024            | Unión Española   | A               | 5          | 2          | CC              | 0               | 0               |                    | -                  | -                  |             | -           | -           | 5      | 2      |        |
| Totale carriera | Totale carriera  | Totale carriera | 30         | 5          |                 | 5               | 0               |                    | -                  | -                  |             | -           | -           | 35     | 5      |        |